# Sint Ursulaklooster (Warmond)
Het Sint Ursulaklooster of klooster der Elfduizend Maagden was een klooster van de derde orde der franciscanessen in het Nederlandse dorp Warmond, provincie Zuid-Holland. Het voormalige kloosterrein is een archeologisch rijksmonument.

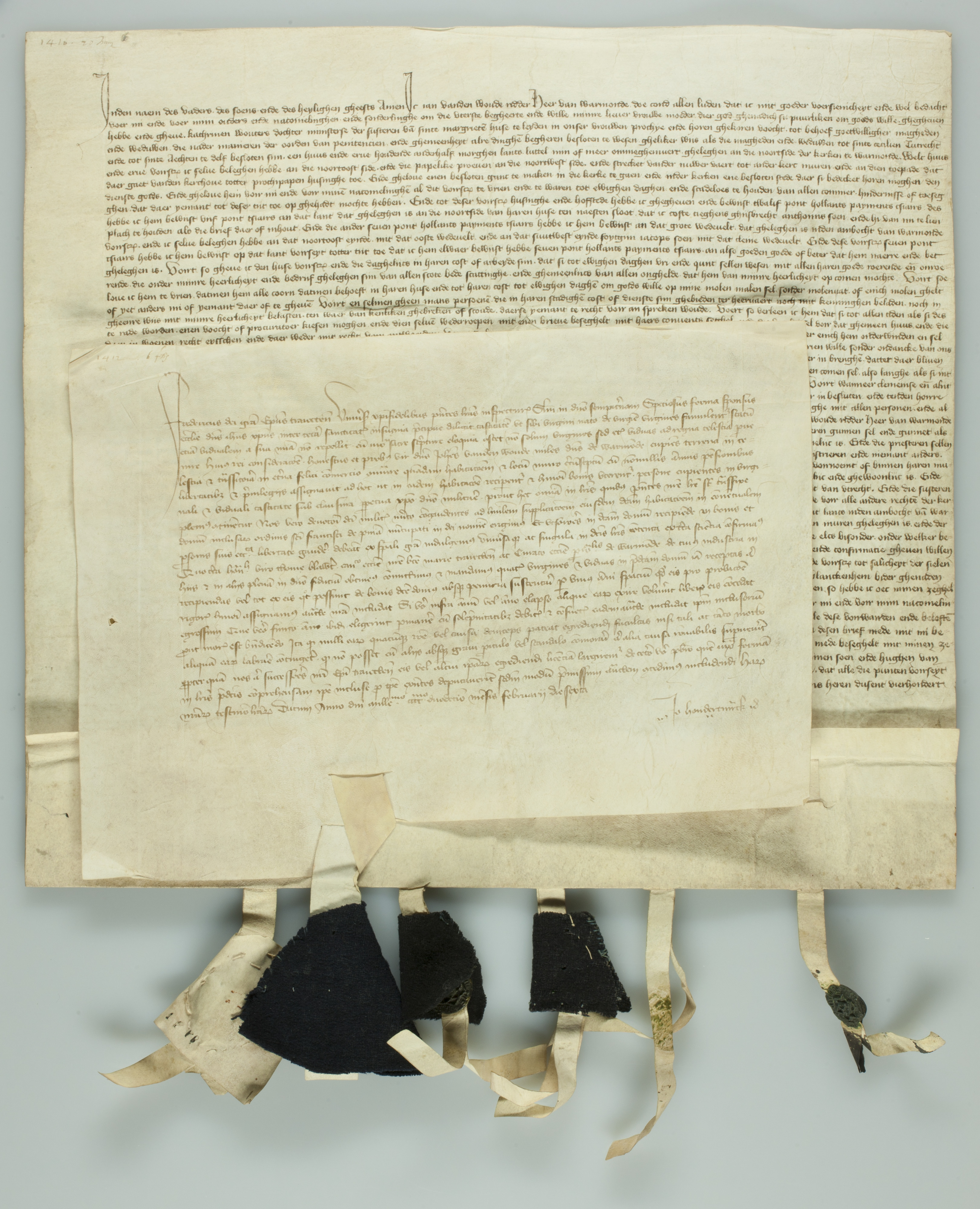
Stichtingsbrief van het Sint Ursulaklooster te Warmond

## Geschiedenis
Het klooster werd in 1410 gesticht in opdracht van Jan van den Woude, heer van Warmond. Hij schonk hiertoe aan Katherine Woutersdochter, ministra van het Leidse Sint Margarethaklooster, een terrein met een reeds bestaand gebouw: het kasteel van de ambachtsheer van Warmond. Dit zogenaamde ‘hoghe huijs’ werd opgenomen binnen de nieuwe kloosterbebouwing. Ook was er 1,5 morgen land en renten bij de schenking inbegrepen. Jan beloofde tevens om tussen het klooster en de parochiekerk een overdekte gang te bouwen. Het was de bedoeling dat het klooster zou worden bevolkt door dames uit arme adellijke families. In 1412 werd de stichting bekrachtigd door de bisschop.
In 1550 werd de kloosterkerk afgebroken en vervangen door een nieuw kerkgebouw.
Bij het beleg van Leiden in 1573 is het klooster verwoest. In 1579 werden stenen van het klooster hergebruikt bij de herbouw van het in 1574 door de Spanjaarden in brand gestoken Huis Warmond. Ook is waarschijnlijk het koor van de dorpskerk rond 1579 hersteld met bakstenen van het verwoeste klooster.

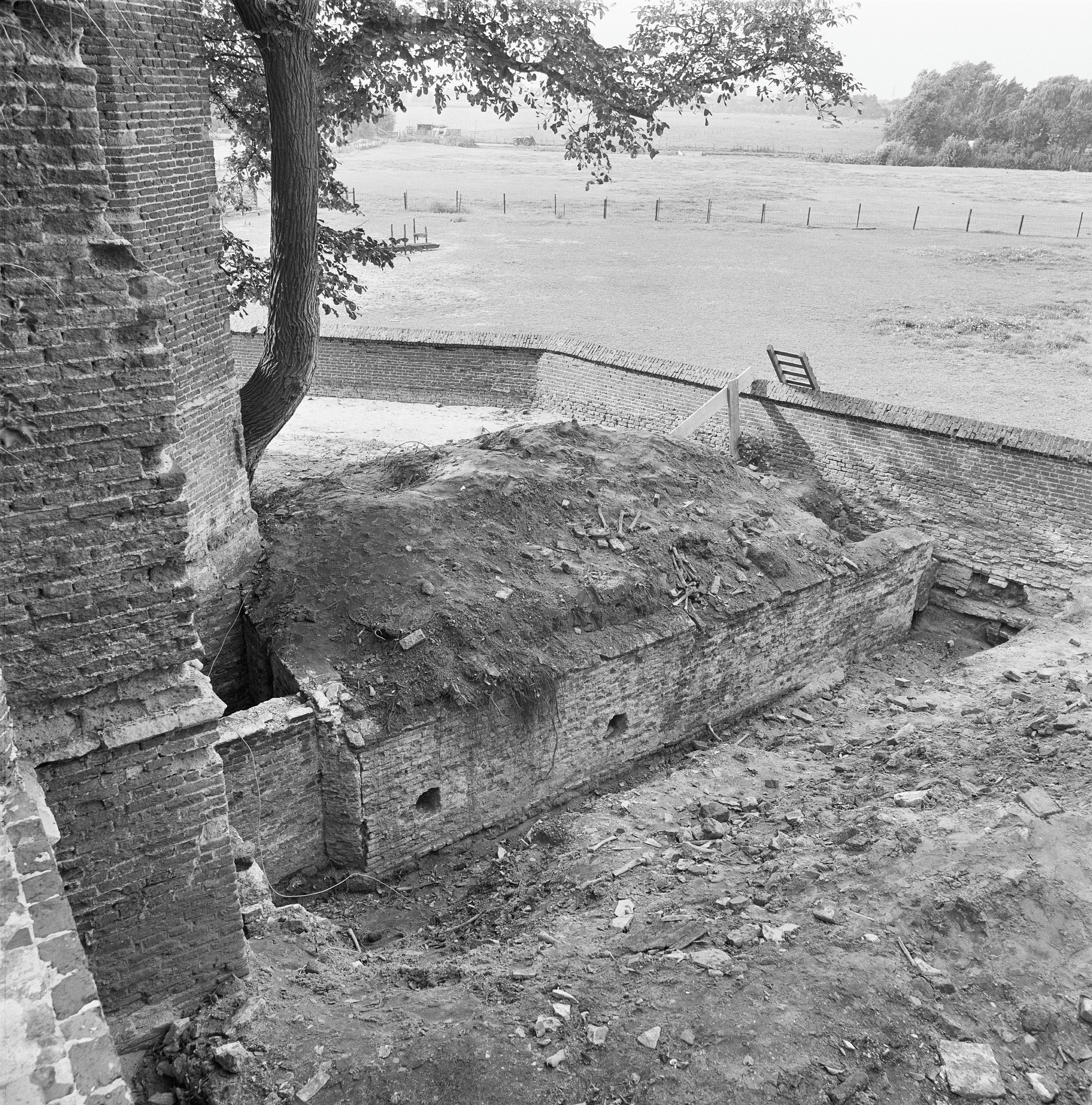
Restant van de onderaardse gang tussen het klooster en de kerk, opgegraven in 1976

In 1965 werden resten van het klooster ontdekt, waaronder de onderaardse gang. Deze werd in 1975/1976 geheel uitgegraven. Zes jaar later werden bij de aanleg van een telefoonkabel onder andere aardewerk, baksteen, kloostermoppen en tufsteen aangetroffen. In 2003 werd bij archeologisch onderzoek middels weerstandsmetingen de precieze locatie van het klooster achterhaald.

## Jutte Rutterdochter
Een van de zusters waarvan de naam is overgeleverd, is Jutte Rutterdochter van Oudewater. Zij leefde in de eerste helft van de 16e eeuw in het klooster en veroorzaakte regelmatig problemen. Ze zorgde voor de kaasmakerij, maar deed dat kennelijk met weinig interesse. Toen een pater probeerde de kazen te verkopen in Antwerpen, bleek een groot deel van de kazen helemaal niet in orde te zijn: Jutte was namelijke vergeten ze tijdens het rijpen te keren. Ook zou ze zelf een aantal kazen in de sloot hebben gegooid en maakte ze zich schuldig aan diefstal en dronkenschap.
Daarnaast hield ze zich niet aan de gelofte van kuisheid en knoopte ze seksuele relaties aan met de mannelijke knechten die op het kloostercomplex werkten. Ze ontmoette hen aanvankelijk in het melkhuis, maar toen zij daar niet meer mocht komen verplaatste ze deze ontmoetingen naar andere gebouwen op het terrein. Ook liet ze haar minnaar via een ladder tegen de buitenmuur naar haar slaapcel op de eerste verdieping klimmen.

## Beschrijving
Het ommuurde complex bestond uit de kloostergebouwen zelf en de diverse bijgebouwen.

### Kloostergebouwen
De kloostergebouwen lagen op het zuidelijke deel van het terrein: een kerk met een toren, een kerkhof, priesterhuis, en een hoofdgebouw met een eetzaal en slaapcellen. De slaapcellen lagen waarschijnlijk op de eerste verdieping, met de eetzaal op de begane grond.
De gebouwen hadden doorgaans een rieten dakbedekking, maar het nieuwe kerkgebouw dat kort na 1550 werd opgetrokken keeg een dak van leisteen. Ook omvatte het complex het oude ‘hoghe huijs’, de voormalige woning van de ambachtsheer. Dit gebouw stond er al zeker sinds eind 13e eeuw en bleef bij de bouw van het klooster gehandhaafd, mogelijk als bewaarplaats van voedselvoorraden.

### Bedrijfsgebouwen
Op het noordelijke deel van het terrein lag de bedrijfsbebouwing, zoals een brouwhuis, weverij, kaasmakerij/melkhuis, bouwhuis, stallen en slachthuis. Ook stonden daar een wind-, water- en rosmolen om het graan te malen. Tussen het klooster en de parochiekerk van Warmond lag een half ondergrondse, overdekte gang die het de zusters mogelijk maakte ongezien naar de kerk te gaan. Het complex had een poorthuis en sinds 1534 tevens een achterpoort.
Het klooster produceerde bier voor eigen gebruik en fokte paarden en runderen voor de verkoop. Kaas werd op de markt verkocht. Om de verbouwing van de slaapzaal in 1480 te kunnen betalen, moesten de zusters ’s avonds wol spinnen ten behoeve van de verkoop.
Er was tevens een medicijntuin. In de 16e eeuw werd deze omgevormd tot kruidentuin; de oogst werd verkocht om inkomsten te genereren voor het klooster. Nabij de tuin was een boomgaard met waarschijnlijk appelbomen, gezien de appelcompote die in het klooster werd geproduceerd.